# Tagghaj
Tagghaj (Echinorhinus brucus) är en haj som tillhör familjen tagghajar, och som främst lever nära botten på större djup.

## Utseende
Tagghajen är en stor haj, honan kan bli upp till 310 cm, hanen 220 cm. Den är kraftigt byggd med en kort nos och ett cylindriskt mittparti. De två ryggfenorna är placerade långt bak på kroppen. Färgen kan variera från olivgrönt, brunt, purpurfärgat, mörkgrått eller svart på ovansidan, ofta med en metallisk glans, och ibland med mörkare fläckar. Buken är ljusbrun eller grå till vitaktig. Den har fått sitt svenska namn på grund av de stora, spetsiga hudtänderna som finns över hela kroppen.

## Vanor
Arten lever främst nära botten på större djup som 350 till 900 m, även om den kan gå upp till endast 10 m under ytan. Den är en slö art som lever på benfiskar, mindre hajar och krabbor. Hajen föder levande ungar, mellan 15 och 26 per kull. De nyfödda ungarna är mellan 40 och 50 cm långa.

## Utbredning
Arten är sällsynt och finns i Atlanten, spridda iakttagelser från Cape Cod, Virginia, Mexikanska golfen och Argentina i väster, från Nordsjön, över Medelhavet och Marocko till Sydafrika i öster. I västra Indiska oceanen har den påträffats vid Sydafrika, Moçambique och Indien. Den förekommer även i Stilla havet kring Japan, södra Australien och Nya Zeeland. Osäkra rapporter har även kommit från Oman och Kiribati.

## Status
IUCN har klassificerat den som kunskapsbrist, främst på grund av dess sällsynthet.